# Michael Kolganov
Michael Kolganov, född den 24 oktober 1974 i Tasjkent, Uzbekistan, är en israelisk kanotist.
Han tog OS-brons på K-1 500 meter i samband med de olympiska kanottävlingarna 2000 i Sydney.